# Karl Reibel
Karl Anton Ferdinand Reibel (* 18. September 1824 in Gaildorf; † 7. Juni 1895 in Heilbronn) war ein württembergischer Kaufmann und Politiker.

## Leben
Reibel war evangelischer Konfession. Sein Vater Carl Reibel (1794–1846) war Oberamtsrichter in Gaildorf und zuletzt Oberjustizrat in Ellwangen, seine Mutter hieß Ottilie, geb. Pfaff.
Reibel besuchte das Lyzeum in Öhringen und machte dann eine kaufmännische Ausbildung bei dem Textilunternehmen Gebr. Zöppritz in Mergelstetten. Anschließend war er Handlungsreisender des Kölner Handlungshauses Farina (Kölnisch Wasser) und kam als solcher bis nach Russland und Zentralasien. Danach war er wieder bei den Gebr. Zöppritz in Mergelstetten angestellt.
1851 heiratete er Johanna Josefine Antonie Stieler (1829–1908), Pflegetochter des kinderlosen Heilbronner Kaufmanns Ferdinand Hauber (1792–1863). Im selben Jahr wurde er als weiterer Teilhaber in dessen gleichnamiges Handlungshaus für Kolonialwaren aufgenommen und besaß 1860 einen Anteil von 4/16. Nach dem Tod Haubers wurde Reibels Ehefrau Universalerbin, und Reibel und sein Geschäftspartner Friedrich Cloß führten das Handelshaus unter dem Namen Ferdinand Haubers fort. 1881 wurde Reibel vom württembergischen König zum Kommerzienrat ernannt.
Reibel war Mitglied einer Vielzahl von Unternehmensgremien. Von etwa 1872 bis 1882/85 war er Vorstand der Heilbronner Wohnungsbau AG, seit etwa 1872 bis 1887 Aufsichtsratsvorsitzender der Heilbronner Zuckerfabrik, 1877 bis 1881 Vorstand des Verwaltungsrats der Zuckerfabrik Böblingen, seit 1877 Aufsichtsratsmitglied der Aktiengesellschaft Schleppschiffahrt auf dem Neckar und 1889 bis 1893 Aufsichtsratsvorsitzender, 1883 bis 1893 Aufsichtsratsmitglied der Salzwerk Heilbronn AG. 1879 bis etwa 1891 war er Vorstand des Verwaltungsrates des Kunstvereins Heilbronn. Reibel war auch Mitglied einer Freimaurerloge.

## Politische Ämter
Der großdeutsch eingestellte Reibel gehörte der württembergischen Volkspartei an. Nachdem Adolf von Goppelt 1865 sein Mandat niedergelegt hatte, wurde Reibel 1866 in einer Ersatzwahl für die Stadt Heilbronn in die Zweite Kammer der Württembergischen Landstände gewählt, der er bis 1870 angehörte. Eine erneute Landtagskandidatur nach dem Tod des Abgeordneten Karl Wüst lehnte er 1884 ab. Von 1868 bis 1870 gehörte er außerdem als Abgeordneter des Wahlkreises Württemberg 10 (Heilbronn, Brackenheim, Besigheim, Maulbronn) dem Zollparlament an.
Von Dezember 1863 bis Ende 1869 sowie 1875 bis 1880 war Reibel Mitglied des Heilbronner Gemeinderats. Am 1. Februar 1876 wurde er Obmann des Heilbronner Bürgerausschusses, 1879/80 war er Deputierter der Amtsversammlung des Oberamts Heilbronn.

## Familie
Aus Reibels Ehe mit Josefine Stieler gingen der Sohn Ferdinand Reibel (1852–1916), Teilhaber des Handlungshauses Ferdinand Hauber, und die Tochter Ottilie Franziska Karoline Luise Sofie Reibel (1857–1941) hervor, die 1879 den Heilbronner Bankier Hugo von Rümelin heiratete.

## Ehrungen
Der Karl-Reibel-Ring unterhalb des Wartbergs in Heilbronn wurde 2012 nach Karl Reibel benannt.